# Malátia (província)
Malátia (em turco: Malatya) é uma província e área metropolitana do centro-leste da Turquia, situada na região da Anatólia Oriental, com capital na cidade homónima. Tem 12 259 km² de área e em dezembro de 2021 tinha 808 692 habitantes (densidade: 66 hab./km²).